# Telephone Jim Jesus
Telephone Jim Jesus, de son vrai nom George Chadwick, est un producteur de hip-hop américain. Il réside actuellement à Oakland, en Californie. Il est également membre du label anticon., et du groupe Restiform Bodies, aux côtés de Passage et Bomarr.

## Biographie
George Chadwick est né dans la petite ville de New London, dans le New Hampshire. Il commence par créer son groupe de goth hardcore, Unfit, dans lequel il joue de la guitare aux côtés de ses deux amis et camarades d'université, Dave Bryant (alias Passage) et Matt Valerio (alias Bomarr). Quelques années plus tard, les trois amis partent pour Oakland, en Californie, et y rencontrent les rappeurs Sole et Sixtoo et signent au label anticon.. C'est vers 1997 que le trio forme le groupe Restiform Bodies en utilisant des machines, et en se tournant vers le style hip-hop. Dans le groupe, Telephone Jim Jesus utilise le sampler, le clavier, la basse, la guitare, et manie les effets. Les Restiform Bodies publient leur premier album homonyme le 9 avril 2002,.
Telephone Jim Jesus publie son premier album, A Point Too Far to Astronaut, au label anticon. en 2004. Trois ans plus tard, après sa rupture avec sa compagne, Chadwick publie son deuxième album solo, Anywhere Out of the Everything, à anticon. en 2007. Il part en tournée aux États-Unis avec la Sole and the Skyrider Band l'année suivante.
Vers 2009, John Wagner, batteur de Skyrider Band et le producteur Bud Berning forment le groupe Furious Stylz, avec Telephone Jim Jesus.

## Discographie

### Albums studio
- 2004 : A Point Too Far to Astronaut
- 2007 : Anywhere Out of the Everything

### Albums collaboratifs
- 2001 : Restiform Bodies (avec Restiform Bodies)
- 2006 : Live at the Chapel of the Chimes (avec The Bomarr Monk)
- 2008 : TV Loves You Back (avec Restiform Bodies)

### Productions
- 2003 : Sole - Da Baddest Poet, Ode to the War on Terrorism (sur l'album Selling Live Water)
- 2005 : Sole - Locust Farm (sur l'album Live from Rome)

### Contributions
- 2004 : Passage - Old Aunt Mary, Suffragette, Pail of Air (sur l'album The Forcefield Kids)
- 2005 : Pedestrian - The History Channel... (sur l'album Volume One: UnIndian Songs)
- 2006 : Alias and Tarsier - Dr. C (sur l'album Brookland/Oaklyn)